# Zoe Ghika, princesse moldave
Zoe Ghika (décédée vers 1830), princesse de Moldavie et de Valachie, épouse du marquis Pano Maruzzi est une peinture à l'huile de l'artiste suédois Alexander Roslin. Il a été peint en 1777 et fait partie des collections du Nationalmuseum de Stockholm depuis 1992.

## Sujet
Comme l'indique le titre élaboré, le tableau est un portrait de la princesse moldave Zoe Ghika, membre de la famille Ghika et épouse du marquis Pano Maruzzi.

## Description
Elle est représentée d'une manière qui diffère de la plupart des autres portraits de Roslin. La princesse ne porte pas de perruque, mais a les cheveux relevés. Elle porte un costume moldave : une coiffe en forme de turban, ornée de roses, une robe en soie blanche avec un ruban argenté et une bordure en dentelle et un gilet en fourrure. Le costume est élégant, mais pas opulent.

## Contexte
Lorsque la Russie occupe la Moldavie, la famille Ghika devient un pion dans le jeu politique et Zoe est transférée à la cour de Catherine la Grande. C'est également l'impératrice qui a commandé le portrait. Les princesses moldaves sont devenues un élément exotique à la cour de Russie. En même temps, elles sont devenues un symbole de l’étendue géographique de l’Empire russe, courant jusqu’à la mer Noire.

## Historique
En 1775, Alexandre Roslin vient en Russie pour prendre des commandes de portraits pour la cour russe. L'artiste y reste environ deux ans et reçoit 75 commandes. De nombreux portraits commandés ont dû être achevés après son retour à Paris. Le portrait de Zoe Ghika est l'un des derniers que Roslin a peints avant de retourner à Paris. On le souligne généralement comme preuve que la qualité de ses peintures ne s'est pas détériorée malgré le fait qu'il était débordé de travail et de commandes.